# Курт Рюдт фон Колленберг
Барон Курт Вільгельм Штефан Рюдт фон Колленберг, пізніше — Колленберг-Бедіггайм (нім. Kurt Wilhelm Stefan Freiherr Rüdt von Collenberg-Bödigheim; 14 червня 1882, Оффенбург — 5 квітня 1968, замок Бедіггайм, Бухен) — німецький офіцер, генерал-лейтенант люфтваффе.

## Біографія
Представник дуже давнього баварського роду, відомого з XIII століття. Син баденського камергера і директора земельного суду барона Альбрехта Рюдта фон Колленберг-Бедіггайма (1845–1909) і його дружини Марії, уродженої фон Порбек (1851–1911). Молодший брат дипломата барона Генріха Рюдта фон Колленберга.
11 липня 1901 року вступив в Прусську армію. Учасник Першої світової війни. 16 червня 1919 року звільнений у відставку. В 1920-х роках — директор філіалу фірми Welthandels-GmbH у Франкфурті-на-Майні. З 1920 року вивчав право і економіку в Мюнхені та Франкфурті. З 1923 року керував власною фермою. З листопада 1932 року — член виконавчої ради Імперського об'єднання асоціацій німецьких лісовласників в Берліні. Окрім цього, Рюдт фон Колльберг був членом Німецького джентльменського клубу.
30 січня 1935 року вступив в люфтваффе як офіцер служби комплектування і був призначений офіцером для особливих доручень і представником баварської промисловості в Імперському міністерстві авіації. З 1 жовтня 1935 року — інспектор військової економіки в 13-му військовому окрузі. 1 липня 1940 року зарахований на дійсну службу. З 1 квітня 1941 року — інспектор озброєнь в Північно-Західній Франції зі штаб-квартирою в Парижі. 31 липня 1942 року звільнений у відставку.

## Звання
- Фанен-юнкер (11 липня 1901)
- Фенріх (19 червня 1902)
- Лейтенант (27 січня 1903)
- Оберлейтенант (27 січня 1911)
- Гауптман (8 жовтня 1914)
- Майор запасу (19 червня 1919)
- Майор (30 січня 1939)
- Оберстлейтенант (1 квітня 1936)
- Оберст (1 квітня 1938)
- Генерал-майор (1 серпня 1940)
- Генерал-лейтенант (1 липня 1942)

## Нагороди
- Урядова ювілейна медаль 1902 (25 квітня 1902)
- Орден «За військові заслуги» (Баварія)
  - 4-го класу (1910)
  - 4-го класу з мечами
- Залізний хрест 2-го і 1-го класу
- Орден Церінгенського лева, лицарський хрест 1-го класу з мечами
- Хрест «За військові заслуги» (Ройсс)
- Королівський орден дому Гогенцоллернів, лицарський хрест з мечами (20 квітня 1918)
- Орден Військових заслуг Карла Фрідріха, лицарський хрест (31 серпня 1918)
- Нагрудний знак «За поранення» в чорному
- Почесний хрест ветерана війни з мечами (28 лютого 1935)
- Медаль «За вислугу років у Вермахті» 4-го, 3-го, 2-го і 1-го класу (25 років; 2 жовтня 1936) — отримав 4 нагороди одночасно.
- Орден Святого Йоанна (Бранденбург), лицар справедливості (1965)